# Liste der Monuments historiques in Saint-Broingt-le-Bois
Die Liste der Monuments historiques in Saint-Broingt-le-Bois führt die Monuments historiques in der französischen Gemeinde Saint-Broingt-le-Bois auf.

## Liste der Objekte
| Bezeichnung                  | Beschreibung                                                           | Standort                        | Kennzeichnung | Schutzstatus | Datum | Bild |
| ---------------------------- | ---------------------------------------------------------------------- | ------------------------------- | ------------- | ------------ | ----- | ---- |
| Gemälde Abendmahl            | Ölfarbe auf Holz, Anfang des 17. Jahrhunderts                          | in der Kirche St-Bénigne (Lage) | PM52001073    | Classé       | 1980  |      |
| Gemälde Heiliger Franz Xaver | Ölfarbe auf Leinwand, vergoldeter Holzrahmen, 1846 von Édouard Vessiot | in der Kirche St-Bénigne (Lage) | PM52001838    | Inscrit      | 1999  |      |